# Geoffrey Jourdren
Geoffrey Jourdren (ur. 4 lutego 1986 w Meaux) – francuski piłkarz występujący na pozycji bramkarza.

## Kariera klubowa
Od 1999 szkolił się w szkółce piłkarskiej INF Clairefontaine i od 2002 Montpellier HSC. 12 sierpnia 2005 zadebiutował w drużynie zawodowej Montpellier HSC na szczeblu Ligue 2.
| Sezon   | Klub            | Kraj    | Rozgrywki | Mecze | Bramki | Rozgrywki Europy   | Mecze | Bramki |
| ------- | --------------- | ------- | --------- | ----- | ------ | ------------------ | ----- | ------ |
| 2006/07 | Montpellier HSC | Francja | Ligue 2   | 12    | 0      | -                  | -     | -      |
| 2007/08 | Montpellier HSC | Francja | Ligue 2   | 32    | 0      | -                  | -     | -      |
| 2008/09 | Montpellier HSC | Francja | Ligue 2   | 1     | 0      | -                  | -     | -      |
| 2009/10 | Montpellier HSC | Francja | Ligue 1   | 38    | 0      | -                  | -     | -      |
| 2010/11 | Montpellier HSC | Francja | Ligue 1   | 37    | 0      | Liga Europy UEFA   | 2     | 0      |
| 2011/12 | Montpellier HSC | Francja | Ligue 1   | 34    | 0      | -                  | -     | -      |
| 2012/13 | Montpellier HSC | Francja | Ligue 1   | 33    | 0      | Liga Mistrzów UEFA | 4     | 0      |
| 2013/14 | Montpellier HSC | Francja | Ligue 1   | 34    | 0      | -                  | -     | -      |
| 2014/15 | Montpellier HSC | Francja | Ligue 1   | 14    | 0      | -                  | -     | -      |

Stan na: 23 listopada 2014 r.

## Sukcesy

### Klubowe
- Montpellier HSC
  - Ligue 1: 2012